# 3853-as busz
A 3853-as jelzésű autóbuszvonal Szerencs és környéke egyik helyközi járata, amit a Volánbusz Zrt. lát el a vasútállomás és Tokaj között, a Taktaköz településeinek érintésével.

## Közlekedése

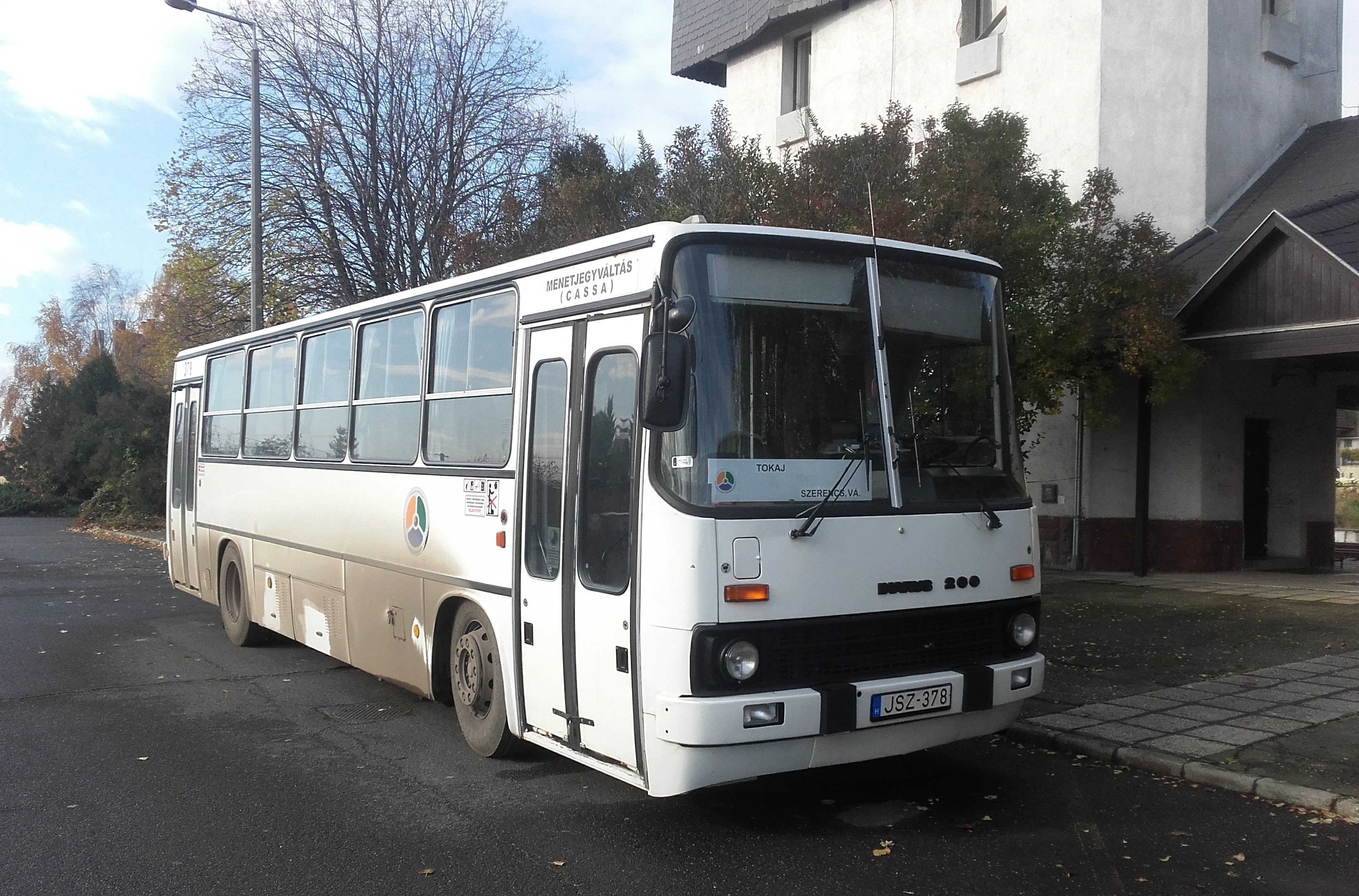
A vonal a nyíregyházi üzemegységhez tartozik, így egykori Szabolcs Volán-buszok közlekednek rajta

A járat a 80-as fővonal és a 98-as mellékvonal elágazásánál található járásközponti szerencsi vasútállomást köti össze a szintén járásközpont Tokajjal. A két település között személyvonat, gyorsvonat és IC is közlekedik, a busznak így nem sok siker juthatna. Ez mégsem így van, mivel nem a legrövidebb útvonalon közlekedik, hanem a Taktaköz kistelepüléseit, Tisza-parti falvakat is bekapcsolja az országos vérkeringésbe, illetve feltárja a két város belterületét is. Szerencsen sok járatnak vasúti csatlakozása is van. Napi fordulószáma átlagosnak mondható. A járaton főként Ikarus 260 buszokkal találkozhatunk.

## Megállóhelyei
| 0  | Szerencs, vasútállomás végállomás                     | 42 | 3729, 3730, 3806, 3851, 3852, 3855, 3859, 3860 Szerencs |
| 1  | Szerencs, csokoládégyár                               | 41 | 3729, 3730, 3806, 3807, 3851, 3852, 3855, 3859, 3860    |
| 2  | Szerencs, autóbusz-váróterem                          | 40 | 3855                                                    |
| 3  | Szerencs, Nagyváradi utca 11.                         | 39 | 3855                                                    |
| 4  | Szerencs, Pozsonyi utca 51.                           | 38 | 3855                                                    |
| 5  | Szerencs, Malomtanya forduló                          | 37 |                                                         |
| 6  | Vincetanya, bejárati út                               | 36 | 3855                                                    |
| 7  | Szivattyútelep bejárati út                            | 35 | 3855                                                    |
| 8  | Mohoskatanya, bejárati út                             | 34 | 3855                                                    |
| 9  | Urréttanya bejárati út                                | 33 | 3855                                                    |
| 10 | Prügy, Móricz Zsigmond utca                           | 32 | 3855                                                    |
| 11 | Prügy, posta                                          | 31 | 3855                                                    |
| 12 | Prügy, orvosi rendelő                                 | 30 | 3855                                                    |
| 13 | Prügy, autóbusz-forduló                               | 29 | 3855                                                    |
| 14 | Prügy, tsz tanya bejárati út                          | 28 | 3855                                                    |
| 15 | Prügy, szivattyútelep                                 | 27 | 3855                                                    |
| 16 | Taktakenéz, vegyesbolt                                | 26 | 3855                                                    |
| 17 | Taktakenéz, autóbusz-váróterem                        | 25 | 3855                                                    |
| 18 | Taktakenéz, vegyesbolt                                | 24 | 3855                                                    |
| 19 | Prügy, szivattyútelep                                 | 23 | 3855                                                    |
| 20 | Prügy, tsz tanya bejárati út                          | 22 | 3855                                                    |
| 21 | Prügy, autóbusz-forduló                               | 21 | 3855                                                    |
| 22 | Taktabáj, terményforgalmi vállalat                    | 20 |                                                         |
| 23 | Taktabáj, községháza                                  | 19 |                                                         |
| 24 | Taktabáj, felső                                       | 18 |                                                         |
| 25 | Csobaj, körzeti iskola                                | 17 |                                                         |
| 26 | Csobaj, élelmiszerbolt                                | 16 |                                                         |
| 27 | Csobaj, községháza                                    | 15 |                                                         |
| 28 | Tiszatardos, kultúrház                                | 14 |                                                         |
| 29 | Tiszaladány, felső                                    | 13 |                                                         |
| 30 | Tiszaladány, körzeti iskola                           | 12 |                                                         |
| 31 | Tiszaladány, kultúrotthon                             | 11 |                                                         |
| 32 | Tiszaladány, alsó                                     | 10 |                                                         |
| 33 | Tokaj, Ladányi út 39.                                 | 9  |                                                         |
| 34 | Tokaj, tiszaladányi elágazás                          | 8  | 3707, 3808, 3892                                        |
| 35 | Tokaj, vasútállomás                                   | 7  | 3874, 3885, 3892, 4243, 4245 Tokaj                      |
| 36 | Tokaj, gimnázium                                      | 6  | 3807, 3808, 3874, 3885, 3892, 4243, 4245                |
| 37 | Tokaj, Mosolygó József utca 1.                        | ∫  | 1449, 3807, 3808, 3874, 3881, 3885, 3892, 4243          |
| 38 | Tokaj, Serház utca 38.                                | 5  | 1449, 3807, 3808, 3874, 3881, 3885, 3892, 4243          |
| 39 | Tokaj, Bethen Gábor út 43.                            | ∫  | 3885, 3892                                              |
| ∫  | Tokaj, Vasvári utca                                   | 4  | 3885, 3892                                              |
| 40 | Tokaj, Vasipari KTSZ                                  | 3  | 3885, 3892                                              |
| 41 | Tokaj, Kereskedelmi és Idegenforgalmi Szakközépiskola | 2  | 1449, 3807, 3808, 3874, 3881, 3885, 3892, 4243          |
| 42 | Tokaj, Egészségügyi Központ                           | 1  | 1449, 3807, 3808, 3874, 3881, 3885, 3892, 4243          |
| 43 | Tokaj, Időskorúak Otthona (forduló) végállomás        | 0  | 3807, 3808, 3892, 4243                                  |